# Jasenje (Aleksinac)
Jasenje (kyrillisch:Јасење) ist ein Dorf in Ostserbien. Der Dorfname leitet sich vom serbischen Namen der Esche (Jasen) ab.

## Geographie und Bevölkerung
Das Dorf liegt in der Opština Aleksinac im Nišavski okrug im Osten des Landes auf 157 Meter über dem Meeresspiegel. Jasenje hatte bei der Volkszählung von 2011 175 Einwohner, während es 2002 noch 210 waren. Nach den letzten drei Bevölkerungsstatistiken fällt die Einwohnerzahl weiter.
Die Bevölkerung von Jasenje stellen zu 100 % Serbisch-orthodoxe Serben. Der Ort besteht aus 60 Haushalten.
Jasenje liegt nordwestlich der Gemeindehauptstadt Aleksinac. In der Nähe des Dorfes fließt die Južna Morava.
Der Ort Jasenje liegt direkt westlich am Nachbardorf Deligrad. Auch die Nachbarorte Lipovac und Praskovče sind ebenfalls nicht weit von Jasenje gelegen befinden sich, jedoch in der Opština Ražanj. 
Im Ort steht keine Serbisch-orthodoxe Kirche, dafür jedoch beim benachbarten Deligrad die Serbisch-orthodoxe Kirche zu den Hl. Erzengeln Michael und Gabriel.

### Demographie
| Jahr | Einwohnerzahl |
| ---- | ------------- |
| 1948 | 346           |
| 1953 | 347           |
| 1961 | 324           |
| 1971 | 281           |
| 1981 | 247           |
| 1991 | 224           |
| 2002 | 210           |
| 2011 | 175           |

## Belege
- 1.^ Књига 9, Становништво, упоредни преглед броја становника 1948, 1953, 1961, 1971, 1981, 1991, 2002, подаци по насељима, Републички завод за статистику, Београд, мај 2004, ISBN 86-84433-14-9
- 2.^ Књига 1, Становништво, национална или етничка припадност, подаци по насељима, Републички завод за статистику, Београд, фебруар 2003, ISBN 86-84433-00-9
- 3.^ Књига 2, Становништво, пол и старост, подаци по насељима, Републички завод за статистику, Београд, фебруар 2003, ISBN 86-84433-01-7